# Candilichera

Mapa umístění

Candilichera je španělská obec provincie Soria v autonomním společenství Kastilie a León. Podle sčítání Instituto Nacional de Estadística zde v roce 2014 žilo 204 obyvatel. Rozkládá se na území o velikosti 44 km².